# Brivaracetam
Brivaracetamul este un medicament analog structural cu levetiracetamul, care este utilizat ca agent antiepileptic, în tratamentul unor tipuri de epilepsie. Căile de administrare disponibile sunt orală și intramusculară.